# Bougisia ornata
Bougisia ornata är en kräftdjursart som beskrevs av Laval 1966. Bougisia ornata ingår i släktet Bougisia och familjen Bougisidae. Inga underarter finns listade i Catalogue of Life.